# Mezzosoprano
Mezzosoprano o mesosoprano es la voz media que se encuentra por debajo de la soprano y por encima de la contralto entre los registros humanos. 
El término se usa también para designar a la persona que canta con esta voz. Se trata de un término italiano, que significa medio-soprano o casi-soprano. Se considera que la voz de soprano se encuentra englobada dentro de la voz de mezzosoprano. Esta situación superalto, en lugar de ser un inconveniente, le permite acometer ornamentos vocales muy complicados. Es una voz de timbre rotundo y ligeramente más grave que la de la soprano.

## Tesitura

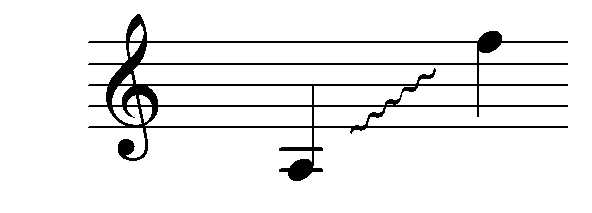
Tesitura de mezzosoprano.

Según el Harvard Dictionary of Music, la tesitura de mezzosoprano se extiende desde un la3 a un fa5.

## Tipos de mezzosoprano

### Mezzosoprano ligera
La mezzosoprano ligera es casi equivalente a la soprano dramática, pero con más agilidad. Debe estar capacitada para resolver ornamentos auténticamente virtuosos.

### Mezzosoprano lírica
La mezzosoprano lírica es una voz cálida, con más cuerpo en el centro y con graves moderados, tiene capacidad para vibrato rápido y perfectamente controlado y la agilidad en las escalas y arpegios. A las mezzosopranos líricas generalmente se especializan en las óperas de Rossini y Mozart, aunque interpreten papeles de otros compositores en óperas francesas. Ejemplos de mezzosopranos líricas son: las españolas Conchita Supervía (como Isabella en La italiana en Argel de Rossini), y Teresa Berganza (como Rosina en El barbero de Sevilla de Rossini), la alemana Frederica von Stade (como Angelina en La Cenerentola también de Rossini), y la estadounidense, Maria Ewing (como Cherubino en Las bodas de Fígaro de Mozart).

### Mezzosoprano dramática
La mezzosoprano dramática es una voz más oscura y potente que la lírica, tiene graves poderosos y agudos más metálicos, está muy cercana a la contralto. Las mezzosopranos dramáticas suelen especializarse en el repertorio verdiano. Ejemplos de mezzosoprano dramática son: Oralia Domínguez como la princesa Eboli en Don Carlos de Verdi, Bruna Castagna, Yelena Obraztsova, Rita Gorr, Irene Minghini Cattaneo, Dolora Zajick, Olga Borodina y Stephanie Blythe.

## Repertorio
En el repertorio de la mezzosoprano se encuentran los siguientes roles dramáticos:
| - Amneris, Aida (Verdi) - Santuzza, Cavalleria rusticana (Mascagni) - Carmen, Carmen (Bizet) - Dalila, Samson et Dalila (Saint-Saëns) | - Venus, Tannhäuser (Wagner) - Ortrud, Lohengrin (Wagner) - Octavian, Der Rosenkavalier (R. Strauss) |